# Hetereleotris zonata
Hetereleotris zonata är en fiskart som först beskrevs av Fowler, 1934.  Hetereleotris zonata ingår i släktet Hetereleotris och familjen smörbultsfiskar. Inga underarter finns listade i Catalogue of Life.